# دابوكسيتين
دابوكسيتين (بالإنجليزية: Dapoxetine)‏ الذي يحمل الاسم التجاري Priligy أو Westoxetin، هو دواء يستخدم لعلاج سرعة القذف عند الرجال الذين تتراوح أعمارهم بين 18 و64 عامًا. يعتبر دابوكسيتين Dapoxetine من مثبطات امتصاص السيروتونين الانتقائية (SSRI) حيث يزيد من تحرره في المشابك العصبية وبالتالي يحسن من تأخير القذف. تم تسويق الدابوكستين في البداية كمضاد للاكتئاب، غير أنه وعلى عكس SSRIs الأخرى، يتم امتصاصه والتخلص منه بسرعة في الجسم. إن تأثيره السريع يجعله مناسباً لعلاج القذف المبكر أكثر منه كمضاد للاكتئاب.

## الاستخدامات الطبية

### سرعة القذف
أكدت التجارب المعشاة فعالية الدابوكستين لعلاج القذف المبكر. وتلعب جرعة الدواء دوراً في هذا حيث حسن دابوكستين 60 ملغ بصورة ملحوظة من متوسط زمن القذف داخل المهبل (IELT) مقارنة بالدابوكستين 30 ملغ في الرجال الذين يعانون من القذف المبكر. يعطى الدواء قبل 3 ساعات من الممارسة الجنسية، ويساعد الرجل على التحكم بالقذف بشكل أفضل ويزيد الرضا الجنسي لدى الرجال الذين تتراوح أعمارهم بين 18 إلى 64 سنة.
يعتبر دواء الدابوكسيتين سريع المفعول، حيث يتم امتصاصه بسرعة أكبر ويتم التخلص منه في الجسم في غضون ساعات قليلة. تعد الحرائك الدوائية أكثر ملاءمة من حيث أنها تقلل من تراكم الدواء في الجسم وتأثيراته الجانبية.

## التأثيرات الجانبية
تأثيراته الجانبية الأكثر شيوعاً تشمل الغثيان والدوار وجفاف الفم والصداع والإسهال والأرق. يرتبط التوقف عن تناول الدواء بسبب ظهور التأثيرات الجانبية بجرعة الدواء.

### الجرعة المفرطة
لم يتم الإبلاغ عن أي حالة من جرعة مفرطة من الدواء خلال التجارب السريرية.

## الأسماء التجارية
يباع دابوكستين تحت مجموعة متنوعة من الأسماء التجارية بما في ذلك Dumax و Duratia و Joybox و Kutub و Lejam و Longride Pentenal-30 و Priligy و Sustinex و Ever Long و Joytab و Westoxetin و Primaxetin (في إيران)